# Łodyna
Łodyna (w latach 1977–1981 Łęgi) – wieś w Polsce położona w województwie podkarpackim, w powiecie bieszczadzkim, w gminie Ustrzyki Dolne.
| SIMC    | Nazwa      | Rodzaj    |
| ------- | ---------- | --------- |
| 0361672 | Łodyna-Ług | część wsi |

## Historia
Łodyna została założona w 1555 roku jako wieś królewska na prawie wołoskim. Pierwsi osadnicy pochodzili z okolicznych wsi: Berehów, Serednicy i Ustjanowej.
W połowie XIX wieku posiadłości tabularne we wsi stanowiły własność rządową.
We wsi znajduje się cerkiew greckokatolicka z 1862 roku. W 1911 roku remontowana, w tym czasie wzniesiono także murowaną, parawanową dzwonnicę. Po wysiedleniu ludności bojkowskiej cerkiew pozostawała opuszczona. W latach 50. XX w. służyła jako magazyn węgla drzewnego. Od 1971 roku użytkowana jest jako kościół filialny pw. św. Antoniego w rzymskokatolickiej parafii Matki Bożej Różańcowej w Brzegach Dolnych.
W latach 1944–51 w ZSRR, gdzie stanowiła radę wiejską Łodyna (Лодинянська сільська рада). 15 maja 1948 od rady wiejskiej Łodyna odłączono chutor Wola, przekazując go Polsce w ramach korekty granic z ZSRR. Chutor Wola (Maćkowa) zintegrowano z gromadą Leszczowate w gminie Ropienka w powiecie leskim w województwie rzeszowskim..
W latach 1975–1998 miejscowość administracyjnie należała do województwa krośnieńskiego.

## Zabytki
- cerkiew greckokatolicka pw. św. Michała Archanioła, drewniana, z 1862.
- cmentarz, nr rej. jw.